# سوفی بری
سوفی بری (انگلیسی: Sophie Bray؛ زادهٔ ۱۲ مهٔ ۱۹۹۰) بازیکن هاکی روی چمن اهل انگلستان است که در مسابقات کشوری و بین‌المللی در مجموع برندهٔ ۲ مدال طلا، ۱ مدال برنز شده‌است.